# (466281) 2013 PQ12
(466281) 2013 PQ12 es un asteroide perteneciente al cinturón de asteroides, descubierto el 20 de abril de 2009 por el equipo Spacewatch desde el Observatorio Nacional de Kitt Peak (Arizona, Estados Unidos).